# Mühlenbachsee
Der Mühlenbachsee ist ein unter Naturschutz stehender See etwa 1 km nördlich der niedersächsischen Stadt Rotenburg (Wümme) im Landkreis Rotenburg (Wümme).

## Allgemeines
Das Naturschutzgebiet mit dem Kennzeichen NSG LÜ 167 ist 12 Hektar groß. Das Gebiet steht seit dem 16. Juli 1988 unter Naturschutz. Zuständige untere Naturschutzbehörde ist der Landkreis Rotenburg (Wümme).

## Beschreibung
Das Naturschutzgebiet liegt nördlich von Rotenburg (Wümme). Der See ist durch Bodenabbau im Zuge des Baus der nördlichen Ortsumgehung Rotenburgs in den 1980er-Jahren entstanden. Er wird vom Mühlenbach durchflossen. Durch die Unterschutzstellung sollte die naturnahe Entwicklung des Sees, die Erhaltung der Flachwasserbereiche mit Röhrichten und Gebüschen im ebenfalls unter Schutz gestellten Uferbereich sichergestellt werden.